# Intervención social
Una intervención social es una acción programada y justificada desde un marco legal y teórico, que se realiza sobre un colectivo o persona, trabajando los perfiles psicoevolutivos y los sectores sociales con un doble fin de mejorar su situación generando un cambio social, cambiando situaciones que generen desigualdad.

## Concepto
La intervención social es un encuadre de los cambios sociales que ha tenido la humanidad, e implica analizar relatos recortados de la misma que poseen una faz material y una simbólica que se constituyen de manera histórico social, como forma de expresión de diferentes actores sociales.
Carballeda nos dice que la intervención es “un proceso complejo que la sociedad construye con sus creencias y costumbres y cambia al paso del tiempo” y que “se lleva a cabo despaciosa y calladamente a través de descripciones, informes, observaciones y la relación que establece el interventor con el medio".

## Características
Según Fantova, la intervención social es un tipo de actividad que reúne las siguientes características:
1. Se realiza de manera formal u organizada.
2. Pretende responder a necesidades sociales (relacionadas con derechos sociales).
3. Tiene como propósito primario proteger y promover la interacción humana (es decir, el acoplamiento dinámico entre autonomía funcional e integración relacional).
4. Aspira a una legitimación pública o comunitaria.

Realizar este tipo de intervención es difícil para los especialistas en diferentes áreas ya que no podemos ver la situación desde afuera porque cada persona está y forma parte de un grupo, una comunidad, un ente social con el cual nos identificamos y estamos en constante movimiento con el medio que nos rodea.
Pero una intervención adecuada no es imposible y la historia del mundo lo ha vivido a través de las constantes revoluciones que se ha tenido en el mundo por tratar de mejorar lo ya establecido por romper las barreras que nos oprimen y sobresalir como seres humanos independientes pero que forman parte de una sociedad.

## Intervención en Trabajo Social
Para el Trabajo Social, la intervención social es  la acción organizada y desarrollada por los trabajadores sociales con las personas, grupos y comunidades, orientada a superar los obstáculos que impiden avanzar en el desarrollo humano y en la mejora de la calidad de vida de las personas.
No es un acto arbitrario de invasión o intromisión, y tampoco obedece solo a los criterios que el trabajador social considera valiosos. Por el contrario, lo que busca es acompañar, ayudar y capacitar a las personas en sus procesos vitales para ser responsables, libres de elegir y ejercer la participación, así como facilitar  los cambios de aquellas situaciones que supongan un obstáculo para el desarrollo humano y la justicia social.
ETAPAS DEL MÉTODO DE INTERVENCIÓN SOCIAL
Desde la mirada de la autora Elizabet Quevedo Flores, que detalla en su libro “Conocer para intervenir, intervenir para transformar” Resaltamos las 7 etapas del modelo de intervención social:
1.	Inserción: Primer contacto con la organización o institución, en el que el profesional busca no solamente conocer la institución, sino también relacionarse por medio de la empatía y alimentar la confianza.
2.	Diagnóstico: Permite a través de una correcta investigación identificar la situación problemática o de necesidad a la que luego se debe responder.
3.	Planificación: Se plantear acciones concretas y creativas para intervenir con objetivos y metas claras ante la situación problema.
4.	Ejecución: se pone en marcha la planificación realizando acciones en base el proyecto planeado.
5.	Evaluación: Permite valorar o medir el proceso, esto permitirá la toma de decisiones.
6.	Sistematización: considerando la experiencia del proceso de intervención, se sistematiza todo de manera integral.
7.	Socialización: permite el extender la información a la institución, detallando cada etapa durante su implementación.

## Modelos de intervención
- De gestión de casos
- Centrado en la tarea
- Intervención en crisis
- Crítico radical
- Sistémico-ecológico
- Investigación-acción participativa